# جائزة كتالونيا الكبرى للدراجات النارية 1998
جائزة كتالونيا الكبرى للدراجات النارية 1998 هو سباق دراجات نارية أقيم بتاريخ 20 سبتمبر 1998 في حلبة دي كاتلونيا، برشلونة. كان الجولة الثانية عشر من أصل 14 في سباق الجائزة الكبرى للدراجات النارية موسم 1998. فاز الأسترالي ميك دوهان بفئة 500 سي سي بينما جاء الياباني تادايوكي أوكادا في المركز الثاني وحصل على المركز الثالث الياباني نوريفومي أبي.

## وصلات خارجية
- الموقع الرسمي